# Город районного значения
Город районного значения (подчинения) — город, находящийся в подчинении районной администрации. В ряде случаев таким же статусом обладают некоторые посёлки городского типа.
В Кемеровской области город районного подчинения — административно-территориальная единица, подчинённая администрации города областного подчинения, состоящая из города с численностью населения не менее десяти тысяч человек либо указанного города и административно подчинённого ему одного или нескольких сельских населённых пунктов. В настоящий момент такой город один — подчинённый Гурьевску город Салаир, которому подчинены сельские населённые пункты Гавриловка и Салаирский Дом Отдыха (вероятно, приравнен к внутригородскому району города областного подчинения, при том что собственно районы в составе Гурьевска отсутствуют).
В некоторых регионах России города районного значения (подчинения) отсутствуют.
В Сахалинской области существуют один город областного значения и один город районного значения, остальные не охарактеризованы.
На Украине в 2008 году городов такого типа было 279. После реформы 2020 года этот статус был отменён.

## История
В категорию городов районного подчинения в СССР с 1920-х относили города, не являвшиеся городами республиканского, краевого, областного, окружного подчинения.